# Innocenzo Leontini
Innocenzo Leontini, né le 25 mai 1959 à Ispica, est un homme politique italien. 
Maire socialiste d'Ispica en 1992, il est élu à l'assemblée régionale sicilienne sous les couleurs de Forza Italia et occupe à deux reprises un poste d'assesseur régional en 1998 et entre 2004 et 2006.  
Député européen à partir du 20 août 2018 à la faveur des démissions de Salvo Pogliese et Gianfranco Miccichè jusqu'à la fin de la mandature en juillet 2019, il rejoint les rangs des Frères d'Italie puis retrouve la tête de la mairie d'Ispica en 2020.

## Biographie
Titulaire d'un laurea in sciences politiques et inscrit au parti socialiste il est élu conseiller municipal d'Ispica, puis vice maire, et maire de février 1992 à mars 1993.
En 1994, il adhère à Forza Italia. À partir de 1996, il siège à l’Assemblée régionale sicilienne des XIIe, XIIIe, XIVe et XVe législature. Il est assesseur à la Santé sous la présidence de Giuseppe Drago du 29 janvier 1998 au 21 novembre 1998, secrétaire de la commission des Finances de 2001 à 2004 et assesseur à l'Agriculture et aux Forêts du 30 août 2004 au 15 juin 2006 sous la présidence de Salvatore Cuffaro.
En 2004, il se présente aux élections européennes sans parvenir à se faire élire. Il intègre le Parlement européen en juin 2008, en remplacement de Francesco Musotto mais abandonne ce mandat au bout d'un mois pour rester élu régional. Avec Forza Italia, il rejoint Le Peuple de la liberté. En 2012, il a été nommé président du groupe parlementaire du parti à l'Assemblée régionale sicilienne.
Quand Salvo Pogliese démissionne du Parlement européen après son élection à la mairie de Catane, le premier des non élus de la liste Forza Italia, Gianfranco Miccichè, lui succède mais doit aussitôt abandonner son siège pour incompatibilité avec son mandat de président de l'Assemblée régionale sicilienne. Innocenzo Leontini le remplace en août 2018, jusqu'à la fin de la législature quittant Forza Italia pour rejoindre le parti Frères d'Italie en janvier 2019.
Sans étiquette, il retrouve le siège de maire d'Ispica en octobre 2020.